# Held
Held er noget godt, der sker ved en tilfældighed.